# مقبره سرو

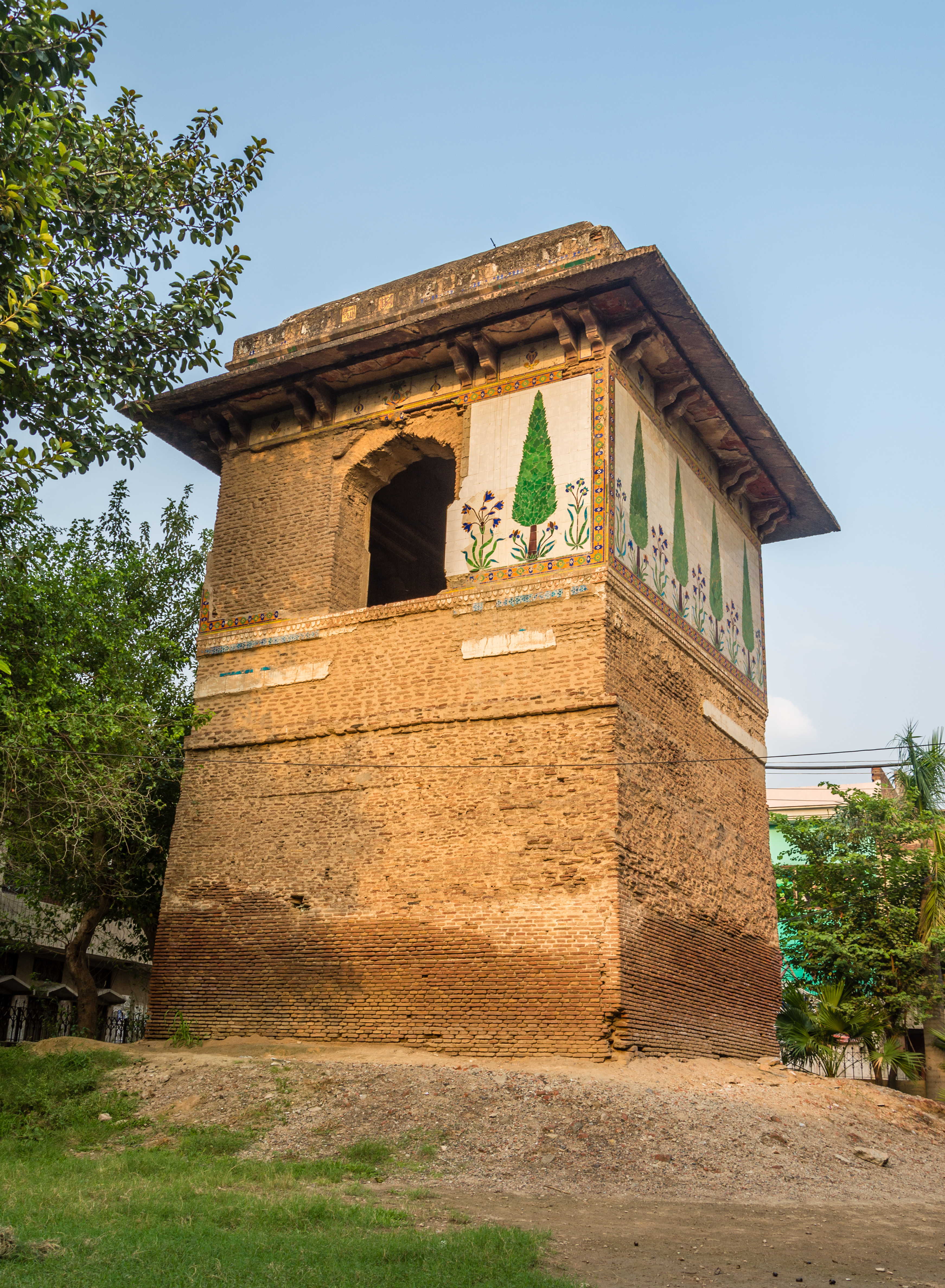
مقبره سرو در لاهور

آرامگاه سرو، یا مقبره سرو (اردو: سرو والا مقبره) با نام Saruwala Mqbara شناخته می‌شود، مقبره ای در اوایل قرن ۱۸ است در لاهور.

## تاریخچه پیشینه

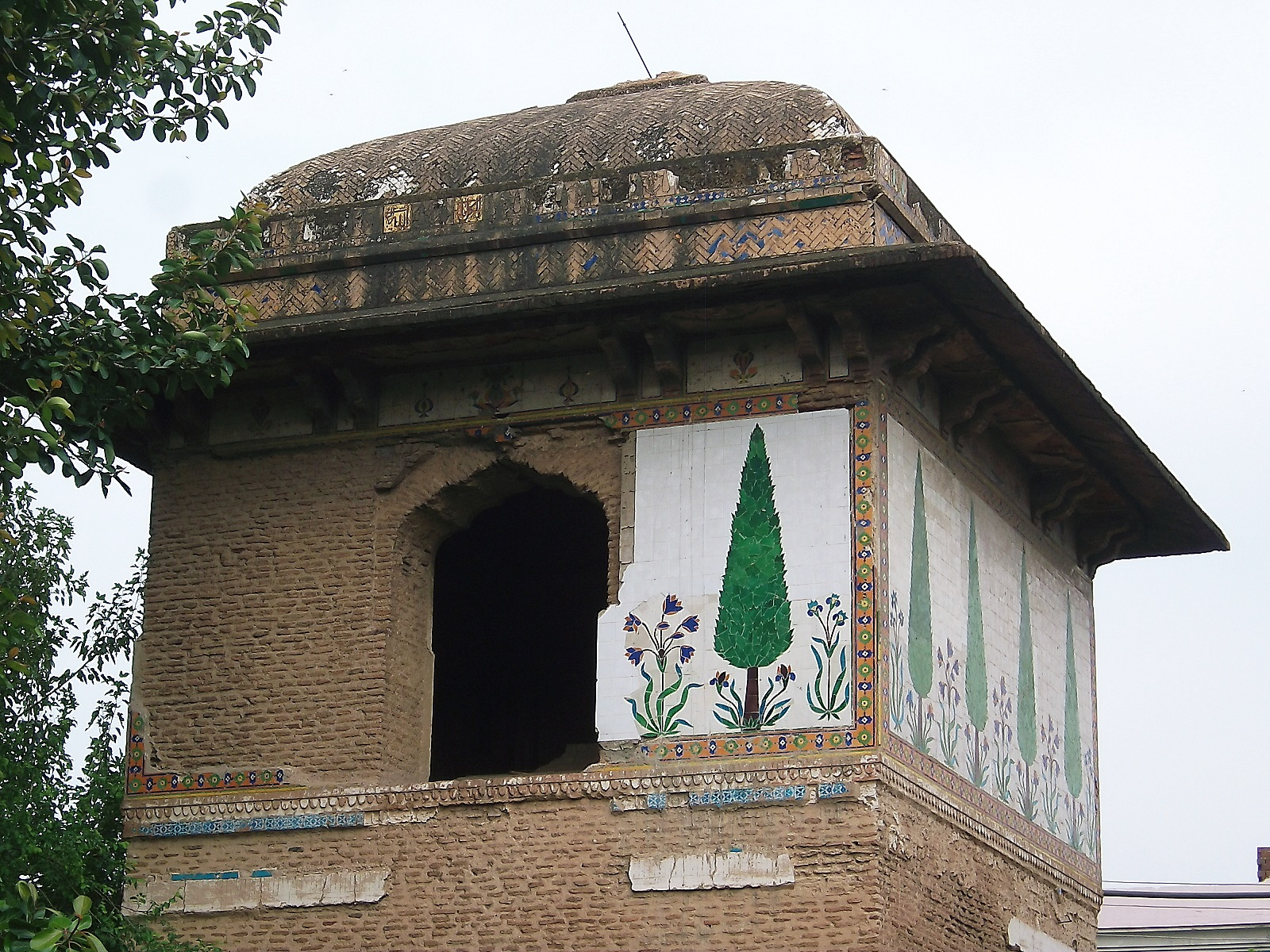
ورودی بلند به محفظه در مقبره سرو

این سازه آرامگاه شرف النسا بیگم، خواهر نواب زکریا خان، والی استان لاهور در زمان سلطنت امپراتور مغول محمد شاه، ساخته شده در قرن هجدهم را در خود جای داده‌است. در نزدیکی شمال مقبره دای آنگا و در شرق جاده گراند ترانک در محله بیگم پوره، لاهور پاکستان واقع شده‌است.

## تاریخ
این سازه در طول ۱۷۴۰–۱۷۳۵ ساخته شده‌است و در طول زندگی توسط شرف النساء بیگم به عنوان اتاق مدیتیشن مورد استفاده قرار گرفت. شرف النساء بیگم ساختاری را به عنوان محلی برای خواندن قرآن در صبح‌ها ساخته بود. او با استفاده از نردبان چوبی از ساختمان بالا رفت و از ساختمان پایین رفت. پس از مرگ، اتاق تعمق به مقبره او تبدیل شد، به گونه ای که حتی در مرگ نیز می‌تواند در پوردا و از نظر مردان بی ربط بماند.
این بنا به دلیل نقوش کاشی کاری که درختان سرو را نشان می‌دهد، در کنار محلی به عنوان مقبره سرو شناخته شده‌است، در کنار سایر نقوش‌های گلدار که در کاشی‌های دیواره‌های بیرونی به کار رفته‌است.
مقبره در ابتدا با یک باغ و استخر احاطه شده بود، که احتمالاً باغی را که در گذشته مقبره دای آنگا را در آن محاصره کرده بود، ساقط کرده بود. مقبره یکی از آخرین بناهای قابل توجه در اواخر دوره مغول بود. در زمان حکومت سیک در قرن ۱۸ اعتقاد بر این بود که این مقبره دارای گنجینه ای است، بنابراین قرآن و شمشیر شرف النساء بیگم هر دو به غارت رفته و مقبره ویران شد.
با احداث ساختمانهای جدید در اطراف این منطقه، دسترسی به مقبره دشوار شده‌است. در ابتدا توسط باغ‌ها احاطه شده بود، اما به دلیل خانه‌هایی که بر روی آنها ساخته شده‌است، امروز یک «باغ کوچک» وجود دارد که پسران محلی کریکت بازی می‌کنند.

## معماری
کاترین بلانشارد اشر، مورخ، این مقبره را به عنوان «بهترین بنای تاریخی حفظ شده لاهور از دوره پس از آورانژزب» توصیف می‌کند. این یک ساختار منحصر به فرد است زیرا مانند یک برج طاق دار با «طاق هرمی» است. دیواره‌های خارجی مقبره با کاشی‌های وارانسی پوشیده شده‌است که رنگ‌های آنها بسیار ضعیف تر از ساختمانهای دیگر است که کاشی‌های مشابه در آن استفاده شده‌است